# 2544 Gubarev
A 2544 Gubarev (ideiglenes jelöléssel 1980 PS) a Naprendszer kisbolygóövében található aszteroida. Zdenka Vávrová fedezte fel 1980. augusztus 6-án.